# Mahsati
Mahsati Ganjavi in persiano مهستی گنجوی‎ (Ganja, 1089 circa – dopo il 1159) è stata una poetessa persiana del XII secolo.

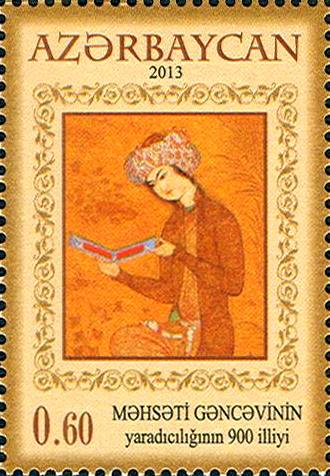
La poetessa Mahsati in un francobollo dell'Azerbaigian del 2013

Mahsati (مهستی) è un composto di due parole persiane "Mah/Maah" (Luna) e "Sati" (signora, che è l'abbreviazione di sayyidati, o "mia signora" in arabo). La parola appare nelle opere di Sana'i di Ghazna, Nizami Ganjavi, Farid al-Din 'Attar, Gialal al-Din Rumi, e Saʿdi Come eminente poetessa, compose quartine (rubaʿi). Le sue quartine sono note per includere temi osceni.

## Biografia
Secondo Farid al-Din 'Attar, Ilahi-Nama Mahsati lavorò come scriba sotto il sultano selgiuchide Ahmed Sanjar. Il suo presunto modo di vivere libero e i suoi versi sfacciati la bollarono come una Madame Sans-Gêne persiana. Le sue presunte relazioni amorose sono raccontate nelle opere di Jauhari di Bukhara.
Il suo vero nome era Manija mentre Mahsati era semplicemente uno pseudonimo letterario. Alcuni filologi moderni ritengono che fosse vissuta a Balkh, Merv, Nishapur e Herat, per poi tornare a Ganja in età adulta.
Nessun dettaglio sulla sua vita è documentato tranne che era nata a Ganja ed era molto stimata alla corte del sultano Sanjar della dinastia selgiuchide. Si dice che avesse attirato l'attenzione e ottenuto il favore di Sanjar dal seguente verso, che improvvisò una sera quando il re, uscendo dalla sua sala delle udienze per montare a cavallo, scoprì che un'improvvisa nevicata aveva coperto il terreno:
وز جملهٔ خسروان تو را تحسین کرد

تا در حرکت، سمند زرین نعلت

بر گِل ننهد پای، زمین سیمین کرد»
O, re, e ti ha scelto tra tutti quelli che guidano,

Ora sulla Terra stende un lenzuolo d'argento

Per proteggere dal fango i piedi del tuo destriero calzato d'oro»
(Mahsati)
È anche noto che Mahsati fu perseguitata per la sua coraggiosa poesia che condannava l'oscurantismo religioso, il fanatismo e i dogmi. Le sue uniche opere pervenute sono le quartine filosofiche e d'amore (rubaiyat), che glorificano la gioia di vivere e la pienezza dell'amore. La collezione più completa delle sue quartine si trova nel Nozhat al-Majales costituita da circa 60 quartine.

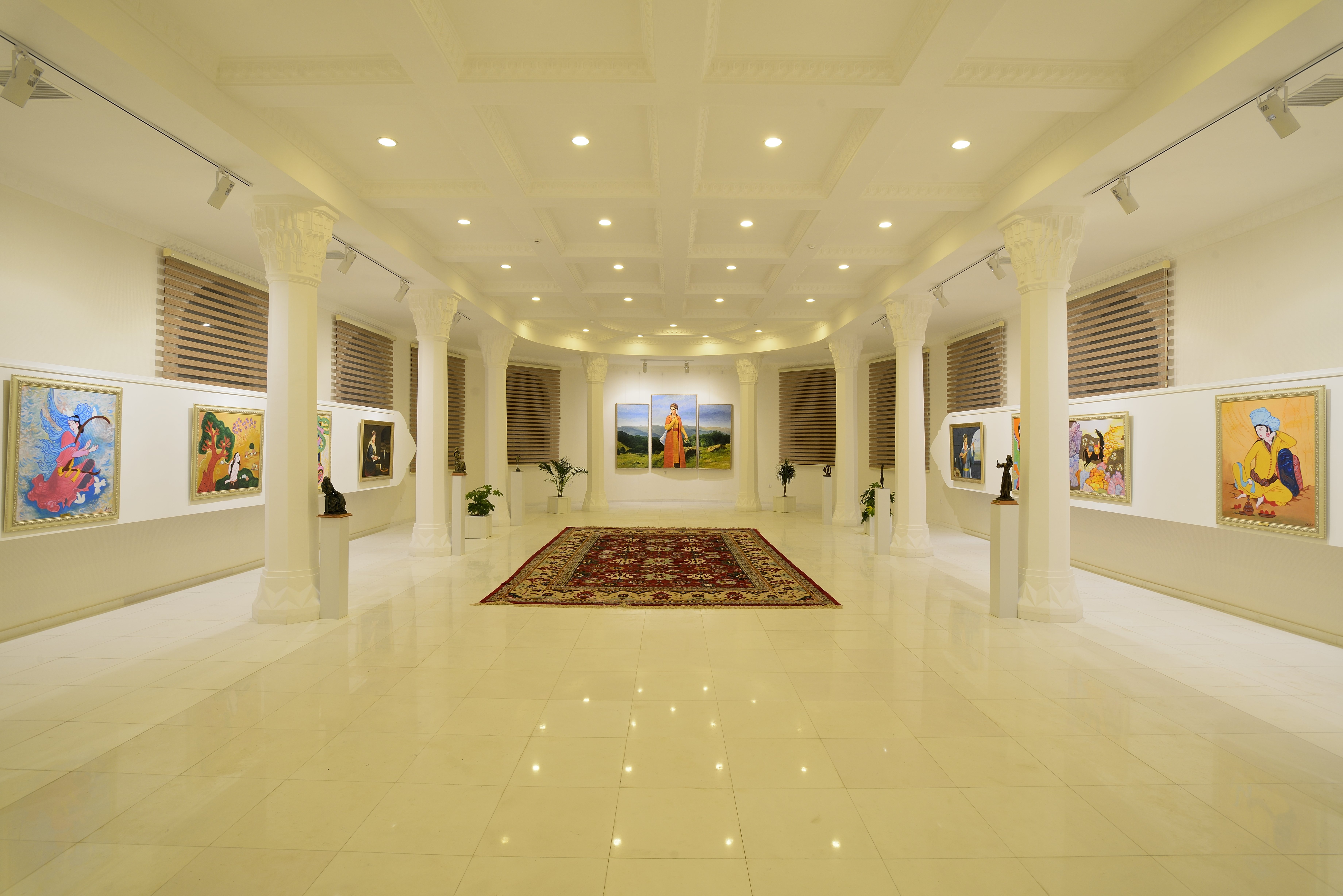
Centro Mahsati Ganjavi a Ganja

## Commemorazioni
Il compositore azero Ertogrul Javid ha dedicato a Mahsati una opera incompiuta, basata su una poesia scritta dal poeta azero Nigar Rafibeyli.
Una rappresentazione di Mahsati Ganjavi apparve sul palcoscenico azero nel 1942 nella commedia "Nizami", scritta da Mehti Huseyn.
Per la prima volta, rubai e gazal scritti da Mahsati furono raccolti da varie fonti e pubblicati da Sahab Tahiri.
La vita e l'opera di Mahsati Ganjavi furono analizzate da uno studioso tedesco, l'orientalista Fritz Meier ("Schöne Mahsati", 1963, Wiesbaden).
In memoria di Mahsati Ganjavi nel 1982 è stato eretto un monumento a Ganja (scultore M. Rzayeva, architetto L. Rustamov). C'è un museo a Ganja a lei dedicato nel caravanserraglio, parte dell'ensemble Sheikh Bahauddin.
Il 17 maggio 2013 è stato celebrato il 900º anniversario di Mahsati presso la sede dell'UNESCO a Parigi. L'evento è stato organizzato dalla Missione Permanente dell'Azerbaigian presso l'UNESCO.
Il 18 maggio 2013, nell'ambito della Giornata internazionale dei musei, si è tenuta una mostra dedicata a Mahsati nel Museo di storia dell'Azerbaigian.